# Средновековна българска флота
За по-голямата част от Средновековието няма сведения България да поддържа военноморски сили. Първите записани случаи за български кораби идват при управлението на хан Омуртаг: по време на неговата война срещу франките (827 – 829) той навързва лодките на славяните и ги използва като мост по Дунав. Така прави десант в тила на франките. Въпреки всичко през първото българско царство България няма организирана флота. Симеон търси подкрепата на арабите за десант на Солун, но начинанието търпи крах.
Смята се, че първата организирана българска флота е построена при управлението на цар Иван Асен II (1218 – 1241). Според съюзния договор с Никея срещу латинците тя участва през1235 г. в обсадата на Цариград, включвала е до 25 галери за пазене на бреговете, корабостроителницата ѝ е била на Камчия. Флотата увеличава важността си по време на управлението на Добротица и Иванко в Добруджанското деспотство в края на 14. век, споменават се 12 български галери. Българската флота взима участие в успешни действия срещу генуезците и османците. Действията ѝ не се ограничават само с охрана на българското крайбрежието от делтата на Дунав до Емине и невоенни задачи по-нататък до Цариград, но рейдовете ѝ достигат до Крим и Трабзон.
Главното българско пристанище се намира в устието на река Камчия поради изобилието на дърво и е изгорено, когато османците превземат страната.

## Военни действия
Малко се знае за битките и походите на флотата и бреговата охрана. През 812 хан Крум използва кораби, за да завладее няколко византийски крепости по южното Черноморие, от които се откроява Несебър. Дунавският флот е споменат при войната на хан Омуртаг с франките (827 – 829). Образи на тези кораби могат да бъдат намерени нарисувани на стените на Плиска, Преслав и старобългарските скални манастири в Мурфатлар. През 1235 Иван Асен II изпраща 25 големи галери, за да помогнат на никейския император в обсадата на Константинопол.
В началото на 1257 Латинската империя наема флот от 10 венециански галери и на 14 юни те превземат Несебър след кратка обсада, но не могат да постигнат нищо повече. В края на 14. век Добротица използва флотата, за да постави братовчед си на трона на Трабзон и по-късно води война срещу Генуа, която трае до 1387, когато неговия син Иванко подписва изгоден договор. През 1366 Амадей VI Савойски изгубил няколко кораба по време на обсадата на Варна.

## Конструкция на корабите
По време на Първото българско царство корабите са предназначени за плаване както по море, така и по и река. Те са с малка водоизместимост и добри мореходни качества, имат много високи нос и кърма, по 10 – 15 гребла на всеки борд и една мачта. Бойните кораби са с носови таран.
По време на Второто българско царство традициите в корабостроенето са продължени и усъвършенствани. Много от новите кораби нямат гребла и този нов тип е със специфична българска конструкция: комбинира черти от средиземноморските (триъгълно корабно платно) и северноморските кораби (използван е щурвал вместо гребла на кърмата за по-добра навигация). Корабите са с дължина 25 – 30 метра и 6 – 7 метра широчина и имат една или две мачти.